# Negr

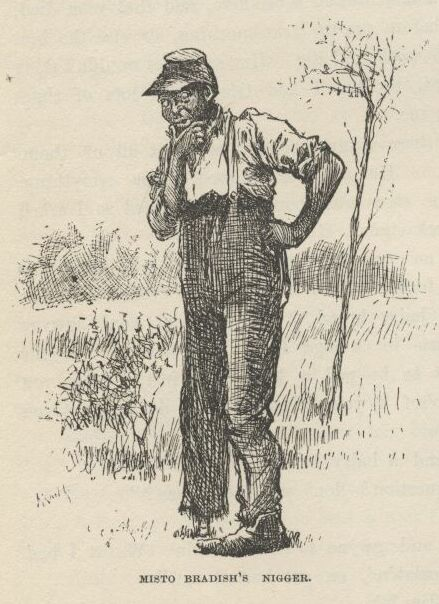
„Jednonohý negr“ z románu Marka Twaina Dobrodružství Huckleberryho Finna (knižní ilustrace)

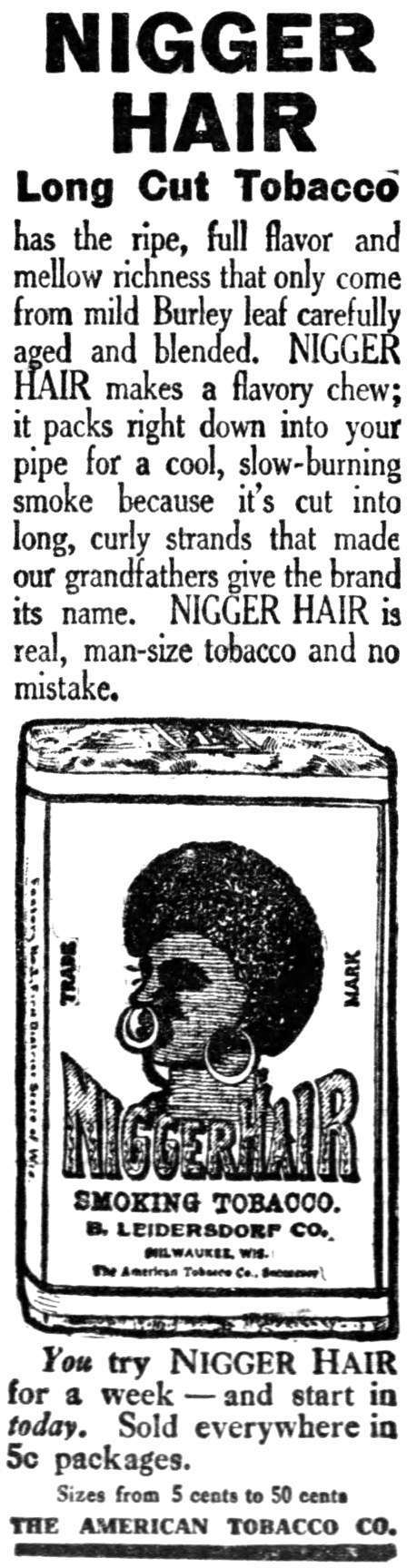
Neutrální použití slova Nigger v reklamě, (USA, Wisconsin, 1916)

Negr či negerka (z fr. nègre, z lat. niger, „černý“) je slovo označující černochy a ve Spojených státech amerických zvláště Afroameričany. Dnes je chápáno jako urážlivé a rasistické.

## Výraz nigger v angličtině
Anglický výraz nigger pochází původem z latiny (přídavné jméno niger = černý), odkud se v 18. století přes španělštinu (přídavné jméno negro = černý) dostal do americké angličtiny. Označení nigger bylo obvykle používáno v jižní části Spojených států, kde byli černoši, původem z Afriky, dříve drženi jako otroci.
V 19. století nemělo slovo „nigger“ pejorativní či rasistické konotace; užívali jej i spisovatelé jako Joseph Conrad, Mark Twain nebo Charles Dickens, a to pro označení černocha. Jako urážlivý byl tehdy chápán výraz „černý“ (black), který byl v neutrálním užívání nahrazen slovem „barevný“ (colored). Dnes se však označení „negr“ (nigger) ve Spojených státech stalo tabuizovaným pejorativem, takže ho někteří lidé nepoužívají a nahrazují ho eufemismem „slovo na N“ (N-word).

## Výraz negr v češtině
Historicky, i po druhé světové válce, byl v češtině výraz negr používán jako synonymum ke slovu černoch, bez negativní konotace (například v románu Turbina naturalisty Karla Matěje Čapka-Choda nebo v Černé a bílé básnířky Dorothy Parkerové).
Ještě v roce 1974 charakterizovali lingvisté toto slovo jako „prvek stylově příznakový, stojící na okraji spisovné slovní zásoby“. Koncem 20. století se již stalo společensky nepřijatelným.

## Kontroverzní výklad politické korektnosti (příklad)
Ve 21. století, v souvislosti s politickou korektností, může při použití tohoto slova docházet i k absurdnostem. Ve Spojeném království bylo v červenci 2020 odstraněno z náhrobku jméno tam pochovaného psa Nigger, neboť by prý mohlo být považováno za rasistické. Pes přitom patřil válečnému hrdinovi, příslušníku Royal Air Force (RAF), a v dané době bylo takové jméno černého psa běžné.